# Bourre (matériau)
Pour les articles homonymes, voir bourre.
La bourre est un matériau constitué par les poils provenant du tannage des peaux, utilisé dans différents métiers.
Les rebuts de la soie étaient aussi nommés bourre ou « filosette » ou « soie galette ».
Le bourrelier travaille la bourre et le cuir : c’est de la peau tannée de bœuf, veau, chèvre, âne ou mouton. Il était présent dans tous les villages et travaillait aussi bien le cuir, la laine et les grosses toiles.

## Peinture
Le blanc en bourre était un enduit formé d'une pâte de chaux grasse ou d'argile coulée dans laquelle on incorporait une certaine quantité de bourre blanche.
Avant l'invention du mordançage à l'alun ou à l'étain, la bourre de soie teinte à la cochenille servait de base au pigment carmin des artistes peintres.

## Plafonnage
Le batifodage désignait des plafonds réalisés avec de la terre grasse et de la bourre bien mêlées nommé mortier de bourre.

## Papier peint
En tapissage, la bourre qu'on appelle aussi tontisse, désigne une laine courte qui provient d'une étoffe que l'on à tondue, et qui sert à faire les papiers veloutés ou « papiers tontisses ». 

## Tapisserie
Le bergame est le nom d'une ancienne tapisserie dont on se servait pour couvrir les murs et que l'on fabriquait avec de la bourre de soie, de la laine du coton, du chanvre ou du poil de chèvre, etc.